# Heinrich Christoph Metzsch (Konsistorialpräsident)

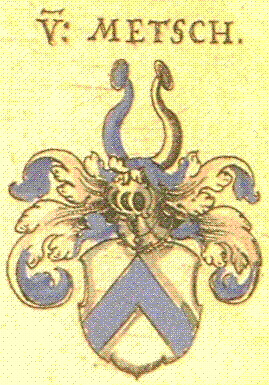
Familienwappen des Heinrich Christoph Metzsch

Heinrich Christoph Metzsch, auch Metsch, modernisiert Heinrich Christoph von Metzsch, (* 1655; † 7. Oktober 1712 in Zeitz) war ein deutscher Domherr und Scholastikus des Hochstifts Naumburg und sachsen-naumburgischer wirklicher Geheimer Rat, Regierungs- und Konsistorialpräsident sowie Rittergutsbesitzer.

## Leben
Er stammte aus dem vogtländisch-sächsischen Adelsgeschlecht Metzsch, dessen Vertreter bis in das 18. Jahrhundert auf die Verwendung des Adelsprädikates von in der Regel verzichteten. Sein gleichnamiger Vater war Domdechant des Hochstifts Merseburg, sachsen-merseburgischer Stiftsrat und Rittergutsbesitzer. Seine Mutter war Anna Agnes geborene von Brandenstein. Sie starb 1690 in Merseburg.
Nach der Ausbildung durch Privatlehrer schlug Heinrich Christoph eine Verwaltungslaufbahn ein und wurde Stiftsrat im Herzogtum Sachsen-Naumburg. Wie viele seiner Familienmitglieder wurde er Domherr. Anstelle eines Tutularposten wurde Heinrich Christoph Metzsch zum wirklichen Geheimen Rat ernannt. Gleichzeitig stand er der Regierung und dem Konsistorium Naumburg als Präsident vor.
Er besaß in der Amtsstadt Schkeuditz ein stattliches Rittergut, das sich mehrere Jahrhunderte im Besitz seiner Familie befand, bevor es aufgrund von Schulden von seinen Söhnen an Bürgerliche verkauft werden musste.
Er wurde am 20. Oktober 1712 in der Klosterkirche in Zeitz beigesetzt.

## Familie
Heinrich Christoph Metzsch heiratete Sophia Helena geborene von Günderoda und hinterließ die beiden Söhne Heinrich Christoph Metzsch (* 18. Oktober 1694 in Naumburg) und Aemilius Friedrich Wilhelm Metzsch (* 2. März 1711 in Zeitz).